# One Size Fits All
One Size Fits All är ett album från 1975 av Frank Zappa & The Mothers of Invention. Det är det sista studioalbumet av Zappa under namnet Mothers of Invention. De första pressningarna av skivan hade ett fabrikationsfel som gjorde att en liten bit av "Inca Roads" hoppades över. 
Skivan gavs ursprungligen ut i ett utvikskonvolut, och på baksidan av omslaget fanns en parodi på en stjärnkarta, där stjärnbildernas namn bytts ut till mer populärkulturella och skämtsamma termer. På fodralets insida fanns texterna till låtarna.

## Låtlista
Alla låtar är skrivna av Frank Zappa.
Sida ett
1. "Inca Roads" - 8:45
2. "Can't Afford No Shoes" - 2:38
3. "Sofa No. 1" - 2:39
4. "Po-Jama People" - 7:39

Sida två
1. "Florentine Pogen" - 5:27
2. "Evelyn, A Modified Dog" - 1:04
3. "San Ber'dino" - 5:57
4. "Andy" - 6:04
5. "Sofa No. 2" - 2:42

## Medverkande
- Frank Zappa - gitarr, sång
- George Duke - keyboards, sång
- Napoleon Murphy Brock - flöjt, tenorsax, sång
- Chester Thompson - trummor
- Tom Fowler - bas
- Ruth Underwood - vibrafon och diverse slaginstrument
- James "Bird Legs" Youman - bas (på Can't Afford No Shoes)
- Johnny "Guitar" Watson - sång

## Listplaceringar
| Lista (1975) | Position           |
| ------------ | ------------------ |
| Finland      | 21                 |
| Kanada       | 56 (RPM)           |
| Norge        | 5 (VG-lista)       |
| Sverige      | 6 (Kvällstoppen)   |
| USA          | 26 (Billboard 200) |